# Cordia macuirensis
Cordia macuirensis är en strävbladig växtart som beskrevs av Armando Dugand och I. M. Johnston. Cordia macuirensis ingår i släktet Cordia, och familjen strävbladiga växter. Inga underarter finns listade i Catalogue of Life.